# 10,5 cm leFH 18
Il 10,5 cm leFH 18, abbreviazione di 10,5 cm leichte Feldhaubitze M. 18 (obice campale leggero 18 da 105 mm), fu un obice utilizzato dall'esercito tedesco nel corso della seconda guerra mondiale come artiglieria campale (divisionale secondo la definizione dell'epoca del Regio Esercito). Operò praticamente su tutti i fronti in cui fu presente l'esercito tedesco, il maggior difetto fu il peso del complesso, che portò alla perdita di molte bocche da fuoco nella stagione del disgelo sul fronte russo.

## Origini
Nel corso della prima guerra mondiale il calibro più usuale per le artiglierie campali era di 75 mm, anche se la Gran Bretagna e la Germania utilizzavano per la stessa specialità anche armi di calibro maggiore e l'Austria-Ungheria era orientata sugli Skoda 100 mm. Successivamente alla fine della guerra, negli anni 20, i militari tedeschi effettuarono una serie di ricerche operative per valutare quali armi sarebbero state più adatte all'impiego in concomitanza con i nuovi concetti tattici della guerra mobile, giungendo alla conclusione che, considerando che le artiglierie avrebbero dovuto essere arretrate rispetto alla linea di combattimento che diventava più profonda e che l'efficacia sui bersagli dei proiettili da 75 mm era limitata, si rendeva necessario un aumento del calibro delle artiglierie campali.
Sulla base di queste considerazioni fu effettuata una riprogettazione dell'obice 10,5 cm leFH 16, che portò ad un nuovo pezzo d'artiglieria, denominato leFH 18 10,5 cm.

## La tecnica
La bocca da fuoco fu semplicemente un affinamento di quella dell'obice da 105 mm già usato nel corso della prima guerra mondiale, mentre l'affusto venne estesamente riprogettato, soprattutto in vista del fatto che doveva essere comunque adatto al traino meccanico.
La bocca da fuoco era a canna con anima, chiusa da un otturatore a scorrimento orizzontale di 28 calibri di lunghezza (L/28). Il sistema di rinculo era fornito di ammortizzatori idropneumatici.
L'affusto era a doppia coda divaricabile con vomeri all'estremità delle code, poggiante su ruote in acciaio stampato a 6 razze (con razze interne spostate di 30° rispetto a quelle esterne) di notevole diametro con cerchioni in gomma piena. I serventi erano protetti da uno scudo.

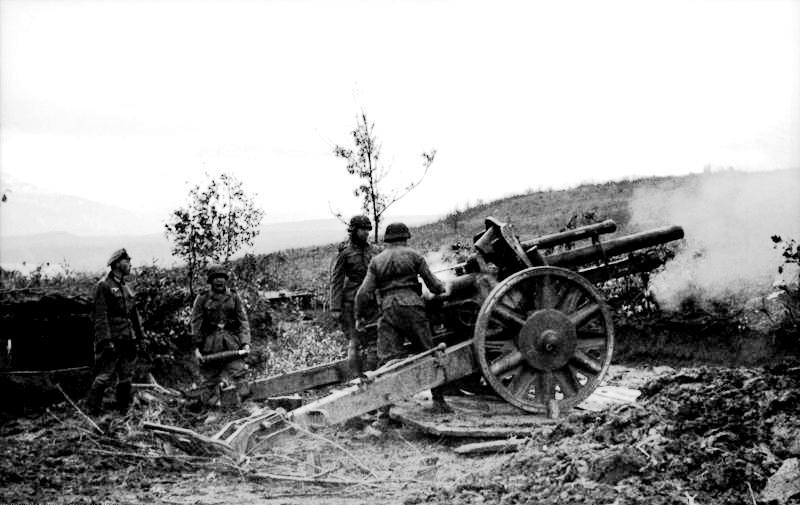
Un leFH 18 mentre apre il fuoco sul fronte russo

Nel corso della campagna di Polonia la gittata (sia pure superiore a quella dei pezzi analoghi all'epoca in esercizio) venne giudicata insufficiente, quindi fu introdotto un nuovo munizionamento, l'88 DS (discarding sabot), cioè un proiettile di calibro 88 mm in un'incamiciatura collassabile da 105 mm, in questo modo era possibile avere una balistica interna data da una carica da 105 mm che spingeva un proietto da 88 mm (la massa della camicia era trascurabile rispetto a quella del proietto), ottenendo quindi una velocità alla bocca e pertanto una gittata nettamente superiori.
La soluzione del proietto 88 DS ovviamente privilegiava la gittata a discapito della potenza di fuoco, quindi era una soluzione di compromesso. La soluzione per aumentare la velocità alla bocca era quella di aumentare la carica di lancio, ma ciò avrebbe comportato un incremento del tormento sull'affusto all'atto dello sparo, quindi, in base alla valutazioni dei progettisti, sollecitazioni eccessive sugli organi meccanici. Per ovviare a questo inconveniente vennero studiati diversi modelli di freno di bocca, decidendo infine per un freno a due luci che fu montato sulla successiva bocca da fuoco 10,5 cm leFH 18M. La presenza del freno di bocca tuttavia costrinse a proibire l'uso degli 88 DS sui 18M, in quanto i frammenti della camicia ostruivano le luci del freno, rendendo quindi inutile il dispositivo.

## L'evoluzione
L'affusto scatolato a due code garantiva una notevole stabilità di tiro, tuttavia portava ad un notevole peso complessivo dell'arma, questo difetto non venne considerato inizialmente, dato che, essendo previsto il traino meccanico, i trattori tedeschi avevano una riserva di potenza sufficiente a gestire un'arma del peso previsto. Tuttavia, quando la Wehrmacht fu costretta a confrontarsi con la rasputiza (il fango del fronte russo) nella stagione della pioggia ed in quella del disgelo gli obici si impantanavano inesorabilmente, proprio a causa del peso eccessivo. A questo punto fu richiesto un alleggerimento del pezzo, ottenuto sostituendo l'affusto progettato nel 1929 con quello (sempre a doppia coda, ma con le code tubolari, quindi notevolmente più leggero, del cannone 7,5 cm PaK 40, dando origine all'ultima versione del pezzo, la leFH 18/40 10,5 cm, che montava la bocca da fuoco del 18M. Il nuovo affusto usava barre di torsione per la sospensione sulle ruote. Le ruote stesse avevano dovuto essere modificate rispetto a quelle utilizzate sul PaK 40, in quanto l'leFH 18/40, essendo un obice, aveva bisogno di un angolo di alzo superiore a quello del PaK 40, quindi furono sostituite da ruote in acciaio stampato di diametro superiore.

## L'impiego
L'obice leFH 18, oltre ad equipaggiare l'esercito tedesco, fu fornito anche a nazioni estere (Ungheria, Portogallo, Spagna e Finlandia, dove il 18 era indicato come 105 H 33 ed il 18/40 come 105 H 33-40).
Dopo la scoppio della seconda guerra mondiale l'obice venne utilizzato su tutti i fronti sui quali operò l'esercito tedesco, dimostrandosi affidabile e con prestazioni soddisfacenti, fino alla campagna di Russia dove il peso eccessivo dell'arma si rivelò disastroso, tanto che un gran numero di pezzi furono persi nella ritirata primaverile del 1942.
Il trattore regolamentare per gli obici da 105 mm era il Sd.Kfz. 6.